# قطار کابلی اویاما

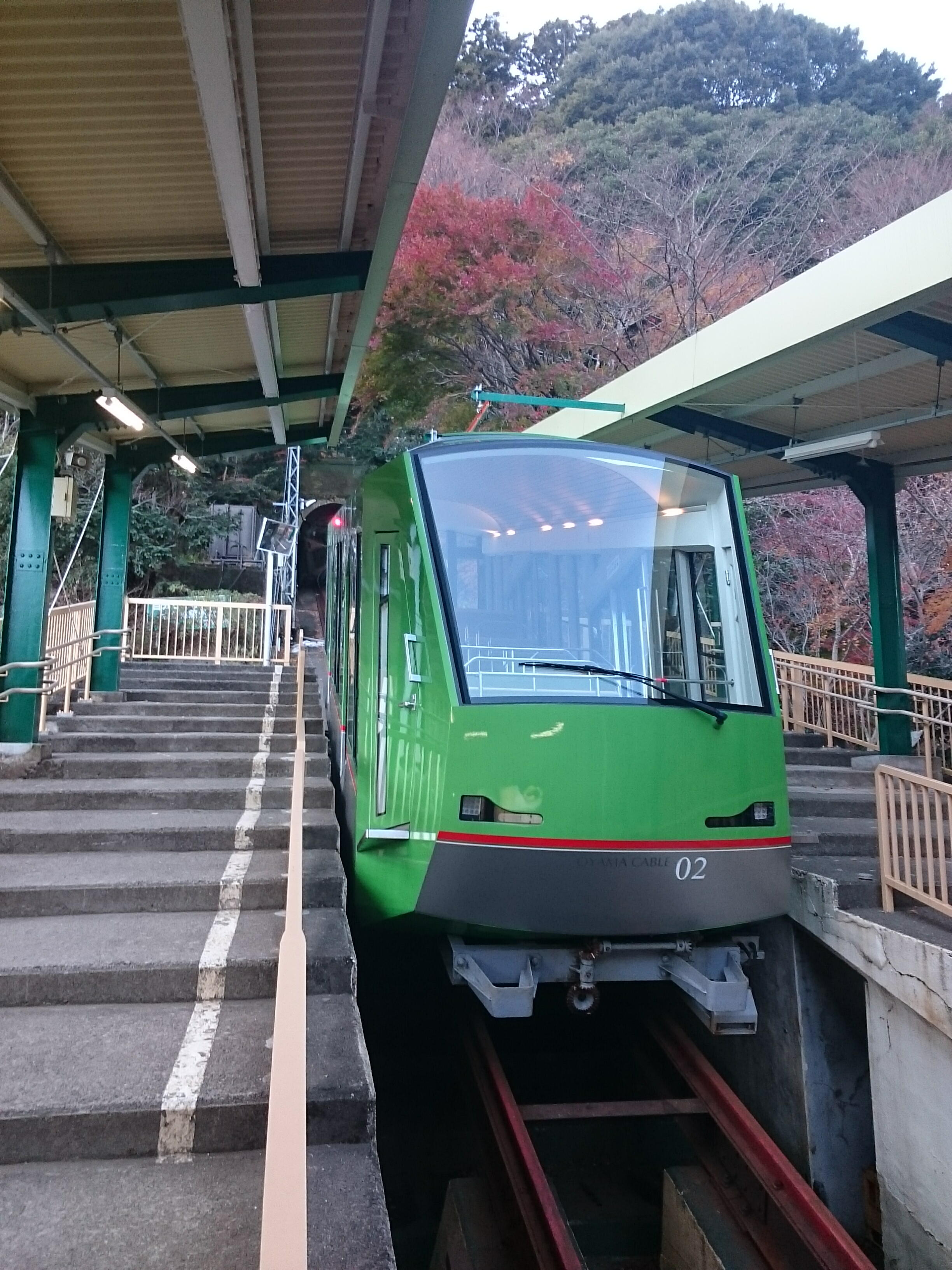
یکی از قطارهای اویاما

قطار کابلی اویاما (به ژاپنی: 大山ケーブルカー, Ōyama Kēburukā) یکی از خطوط ترابری توکیو  است. این خط در ایسهارا در استان کاناگاوا قرار دارد. قطار کابلی اویاما به شرکت راه آهن اوداکیو تعلق دارد و دارای یک خط قطار کابلی به نام (به ژاپنی: 大山観光電鉄, "Ōyama Sightseeing Electric Railway) است و در سال ۱۹۳۱ میلادی افتتاح شده‌است. این خط سه ایستگاه در داخل کوه اویاما دارد. ایستگاه پایینی ایستگاه اویاما  و ایستگاه وسط اویامادرا و ایستگاه بالا در نزدیک معبد اویاما آفوری ایستگاه آفوری جینجا  نامیده می‌شود. طول کل مسیر  ۸۰۰ متر است.